# 서울에서 평양까지
서울에서 평양까지는 조재형이 작사하고 윤민석이 작곡한 대한민국의 대표적인 통일가요이다.

## 앨범 수록
1991년 노동자 노래단 4집 〈민중연대 전선으로 〉에서 발표되었고, 이후 1994년 꽃다지 1집에 수록되었고, 이듬해 신형원 6집에 수록되었다.
신형원 6집에 수록된 서울에서 평양까지의 가사는
서울에서 평양까지 택시 요금 5만원
소련도 가고 달나라도 가고 못가는 곳 없는데
광주보다 더 가까운 평양은 왜 못가
우리 민족 우리의 땅 평양만 왜 못가
- 경적을 울리며 서울에서 평양까지

꿈속에라도 신명나게 달려 볼란다

우리의 꿈 우리의 희망 통일만 된다면
돈 못벌어도 나는 좋아 이산가족 태우고 갈래
돌아올 때 빈차걸랑 울다 죽은 내 형제들
묵은 편지 원혼이나 거두어 오지

## 논란
발표 당시 가사 중 '분단세력 몰아내고'라는 표현 때문에 문제가 되었다. 이 때문에 신형원은 이 부분을 '우리의 꿈 우리의 희망'으로 바꿔 불렀다.